# ۳۹ سرنخ
۳۹ سَرنَخ (به انگلیسی: The 39 Clues) نام یک مجموعه کتاب در ژانر ماجرایی است که حاصل همکاری چند نویسنده است و از سال ۲۰۰۸ تاکنون در ایالات متحده آمریکا منتشر می‌شود. این مجموعه متشکل از پنج زیرمجموعه است که خود شامل تعدادی مجلد است.
این مجموعه ماجراهای دو خواهر و برادر، ایمی و دن کاهیل را شرح می‌دهند که متوجه می‌شوند خانواده آن‌ها، کاهیل‌ها، بانفوذترین خانواده در طول تاریخ بوده و هستند. اولین آرک داستانی مربوط به تلاش دن و ایمی برای یافتن ۳۹ سرنخ است که مواد تشکیل‌دهندهٔ سرمی هستند که می‌توانند قدرتمندترین فرد روی زمین را ایجاد کنند. مخاطب اصلی این مجموعه ۸ تا ۱۲ سال است. از زمان انتشار اولین مجموعه، هزارتوی استخوان، در ۹ سپتامبر ۲۰۰۸، این کتاب‌ها محبوبیت، استقبال مثبت و موفقیت تجاری کسب کرده‌اند. از ژوئیه ۲۰۱۰، این مجموعهٔ کتاب‌ها حدود ۸٫۵ میلیون نسخه در دست چاپ دارد و به ۲۴ زبان ترجمه شده‌است. ناشر کتابها Scholastic Press در ایالات متحده است. استیون اسپیلبرگ در ژوئن ۲۰۰۸ حقوق فیلم این مجموعه را به دست آورد و فیلمی بر اساس این کتاب‌ها قرار بود در سال ۲۰۱۶ اکران شود اما تولید آن از فوریه سال ۲۰۲۰ هنوز آغاز نشده‌است.

## نویسندگان
هر جلد این مجموعه توسط یک نویسنده نوشته شده‌است. نویسندگان عبارتند از ریک ریوردن، گوردون کورمن، جود واتسون، پاتریک کارمن، لیندا سو پارک، رولاند اسمیت، جف هرش و مارگارت پترسون هدیکس